# Cosmic Baton Girl コメットさん☆
『Cosmic Baton Girl コメットさん☆』（コスミック バトン ガール コメットさん）は、2001年4月1日から2002年1月27日まで、テレビ大阪・テレビ東京系列で毎週日曜9:30 - 10:00（JST）に全43話が放送された、東宝・日本アニメディア制作のテレビアニメ。

## 概要
本作品は、昭和年間にTBS系列で2期にわたって放送されたテレビドラマ『コメットさん』を原案として制作されたもので、同作品の制作プロダクションである国際放映も原案としてクレジットされている。またテレビドラマ版でコメットを演じた役者のうち、初代の九重佑三子はコメットの母（王妃）役、二代目の大場久美子がコメットの叔母役として出演しており、それぞれストーリーに関わる重要な役割を与えられ、作品に花を添えている。番組開始に先駆け、2001年2月26日に東京都千代田区のダイヤモンドホテルで行われた制作発表会見には、九重・大場、そして本作品でのコメット役である前田亜季の3名の歴代コメットが揃って出席。さらにタカラ・ショウワノート・NECインターチャネル他協賛による「コメットさん☆星の国キャンペーン」の特賞で、この3名の歴代コメットとの記念撮影会が用意された。
企画は東宝・タカラ双方による玩具先行でスタート。監督に神戸守、シリーズ構成・脚本に桶谷顕を起用し、この二人体制でまとめられていった。キャラクター設定は難産を極め、コンペで選ばれたまきだかずあきの初期案、それに中期案は当初比較的リアルな体型のデザインであったが、タカラサイドの反応は鈍く、逆にタカラより提示された案を踏まえた後期デザインより、立体化（ドール化）を意識してよりスマートな体型へとブラッシュアップ、さらにシューティングスターの意匠を付加した現在のデザインでまとめられた。
本作品では「輝き」がテーマとして掲げられている。このテーマには視聴対象である子供たちに「君たちのいる世界は、こんなにも素敵に満ち溢れている事に気付いて欲しい」という、制作サイドの願いが込められている。また主人公であるコメットの故郷を「トライアングル星雲」にある3つの王国のひとつとして設定し、この世界を統べる星国の王子のお妃候補がコメットで、同じ星雲内にコメットと同じくお妃候補でライバルとなるメテオが存在するという構図を敷いた。逃げ出した王子を探すという明確な目的が与えられているものの、実際は地球に数多ある「輝き」を、13歳という多感な少女に感じ取らせることで、前述したテーマを浮かび上がらせている。この13歳という視点は、登場人物が幼い子供から老人まで幅広い年齢層がある中で、双方の視点で輝きを見いだせるちょうどよい視点として設定されたものである。演出においては、「子供向けTVマンガの枠ではなく、少女を主題に撮影する映画」を意識して演出がされている。作中で多用される「四角いアイリスアウト」も、こうした映画的表現を求めて行われた一つである。これは「黒一色のバックの中央にやや小さな正方形を空け、その中に風景を写しこむ」技法であり、登場人物の心象を描く場面などで使われている。この技法は神戸が以前手がけていた教育映画で行った手法であり、本作品では強調したいところで使うようにしたと、DVD-BOX2のブックレット内収録の神戸と岸川靖の対談の中で神戸が語っている。
丁寧な日常表現は反面、作品の魔法少女物としての派手さを抑えることになってしまう。そのため物語後半ではそれまでとは一転し、従者の「ラバボー」が「ラバピョン」と恋仲になることで発生した恋力による「ラブリンドレス」によるコメットの能力バージョンアップや、ケースケ、イマシュンらとの微妙な恋愛模様を作品に盛り込み、なにより前半おざなりだった「王子の行方探し」を本格化させるなどといった試みもなされたが、結果として放送10か月で終了となった。他方で、辛口のアニメ批評家として知られるあさりよしとおが、当時のアニメージュで「捨て回（話数合わせの話）が一話もない」と評し、DVDにもコメントを寄稿している他、番組終了直後の2002年2月に開催された「新世紀東京国際アニメフェア21」にて行われた人気投票部門において、『千と千尋の神隠し』『おジャ魔女どれみ』と並び人気作品賞を受賞するなど、本作品を高く評価する声も複数存在する。また、「本作品でコメットの魔法にバトンが使われたことがきっかけで、バトンに憧れる女児が増えた」と『毎日小学生新聞』で報じられるなど、本作品が現実社会に影響を与えた部分もある。

## 舞台
神奈川県鎌倉市がモチーフとなっており、電車や駅周辺は江ノ島電鉄を、藤吉家周辺は鎌倉市住宅街を、海岸は由比ヶ浜・稲村ヶ崎・七里ヶ浜をモデルとしたものである。
放送期間中は江ノ島電鉄の駅や街中にポスターやステッカーが貼られ、街をあげてのキャンペーンが行われた。2001年10月28日には「コメットさん☆」フェスが開催された。三代目コメットの着ぐるみが街を歩く、江ノ電鎌倉駅の一日駅長に初代コメットの九重佑三子と共に任命されるなどして盛り上がりを見せた。

## ストーリー
トライアングル星雲にある三つの星国（ほしくに）が集う、お披露目ダンスパーティから逃亡したタンバリン星国の王子を捜すため、ハモニカ星国の王女コメットとカスタネット星国の王女メテオは遙か彼方の星である地球に向かった。王子を探し出す手掛かりは、「瞳に輝きを持つ者」ということだけ。コメットは慣れない地球で初めて出会った藤吉家のお手伝いさんとして地球に居候し、王子を探すこととなる。しかし、実は王子探しは地球に行く口実で、過去に母や叔母も行ったという地球に自分も行ってみたかったというのが本音であった。
果たしてコメットが降り立った地球には、コメットがまだ知らなかったさまざまな輝きをもつ者に満ち溢れていた。それは、夢の世界が身近に存在する子供たち、夢や希望に向かって努力する若者たち、自らの夢を見つけ、夢や希望に向かう子供や若者を時には支え、時に厳しく鍛える大人たち、そして昔の夢を大切にしている老人たち、それぞれが放つ輝きだった。コメットはそんな者たちの悩みや願いを、星力を使って解決し、あるいは後押しする。コメット自身もまた、ライフガードを目指す三島佳佑（ケースケ）、ストリートミュージシャンからスターダムに駆けあがった今川瞬（イマシュン）との出会いを経て、夢を追う一人の少女としてときめき、悩む日々の中で輝きを放つ。
ライバルのメテオは、娘を亡くした老夫婦の娘として地球に潜伏して王子を探す。時にはコメットと協調してトラブルを解決することもあった。やがてメテオはイマシュンに熱を上げるようになる。
先輩の星使いでコメットの叔母の柊美穂（スピカ）との再会は、コメットに心から相談できる頼もしい存在としてひと時の安らぎを与えるものであった。その美穂の元従者のラバピョンとコメットの従者ラバボーは恋仲となり、それはコメットに「恋力」という新たな魔法力を与えることとなった。しかしこの恋力は、二匹の愛の影響だけではなかった。
タンバリン星国から王子を捜索しに来たミラ・カロン姉弟らが加わり、王子探しはいよいよ本格化するが、秋にオーストラリアへライフガードの修行に旅立ったケースケが、年を明けたころに日本に戻ってくる。しかしケースケはどうにも腑抜けており、以前の輝きがない。コメットはそんなケースケを励まそうとするが、美穂のアドバイスもあり、彼が実はタンバリン星国の王子「プラネット」であり、ケースケとすり替わっていることに気付く。王子は「自分はトライアングル星雲の未来を一方的に託されることがいやで、地球に逃げてきた」こと、「コメットやメテオは地球で輝きを見つけたが、自分は見つけ出せていない」ことを、男装して解りあおうとしたコメットに打ち明ける。しかし、プラネットの侍従長ヘンゲリーノから「王子の輝きは、二人の姫のどちらかによって得られるもの。御帰還を」と進言され、またコメットの頼みもあり、帰還を拒んでいた王子は自星に戻る。
これによりコメットもメテオも目的が果たされたため、各々の星へ帰らねばならなくなる。メテオは老夫婦が寂しくないようにとビデオクリップを作って帰り支度を整え、コメットは地球から離れたくない思いにかられながらも、星の子たちが自分の帰りを待っていることを知り帰る決心をする。その帰還途中、王子よりお妃候補決定の連絡が届くが、王子はどちらも選べず、王女二人に選択を託す。しかし王女たちも選択できるわけもなく、事は振り出しに戻る。その後、王子が「今度は自分だけの輝きを見つける」と再び地球に行ったと聞かされ、王女二人も地球に向かう。
新たな輝きを求め、星の子たちの力を得て、星の導きで再び地球を訪れたコメット。彼女が最初に訪れたのは、コメットが一番会いたかった人、ケースケの元だった。
- 『親愛なる幾多の星の子たちへ……』 作：おけやあきら、イラスト：まきだかずあき
『コメットさん☆ メモワール・ド・エトワール』に収録されたイラストストーリー。全4頁。テレビシリーズの後日談として位置づけられているものの、パラレルワールド扱いとなっている。
小学生になったツヨシとネネが、世の中の悲しみを知ってなお心の輝きを増してほしいという、少し大人になったコメットの願いが描かれている。コメットのコスチュームは書き下ろしの新デザイン。

## 登場人物

### トライアングル星雲
「トライアングル星雲」自体の詳細は#用語解説を参照のこと。

#### ハモニカ星国
おおらかで包み込むような、博愛的国民性を持つ。星力の色はピンク。
コメット
声 - 前田亜季
本作品の主人公で、ハモニカ星国の王女。12歳。おでこが見えるピンク色のショートヘア。くせ毛が特徴。やや天然な性格で、物事を楽天的に考えることが多い。大らかで包容力もあるが、メテオからは『甘い』と言われることもある。タンバリン星国の王子探しを建前にして地球へと旅立ち、地球では藤吉家にお手伝いとして居候し、地球と星国との文化や習慣の違いに戸惑いながらも、世界や人々に宿るさまざまな輝きを目にして成長していく。「エトワール」（etoile、フランス語で「星」の意味）の掛け声で星力（ほしぢから）と呼ばれる力を使い、さまざまな問題を解決していく。名前は欧州諸語の「彗星」から。
ラ＝ヴァルモット＝プロヴォーネ（ラバボー）
声 - 川田妙子
丸い犬のような外見のコメットの従者。語尾に「ボ」を付ける。大きなボール状に変化し、ジャンプでコメットを雲の上に運んで星力を集める手伝いをする。尻尾の先にある星型のものは、輝きを持つ者を見つ出すセンサーの役割を果たす。当初は真面目な性格でことあるごとにコメットを戒めていたが、ラバピョンと知り合ってからは恋愛に生きるようになる。ラブリンラバボーとなっているときは見た目も変化し、右目のブチがオレンジ色から薄ピンクに、尻尾の先が星型からハート形に変化する。
ヒゲノシタ
声 - 大竹宏
ハモニカ星国の大臣。学者風の外見をした老人。コメットに口うるさく接するが、常にコメットの身を案じている。地球に来たときはチワワに変身していた。数少ない漫画原作からのキャラクターである。
ハモニカ星国王様
声 - 岩田安生
コメットの父親。恰幅のいいピンク髪の男性。サンタビトに扮して地球を訪れる。
ハモニカ星国王妃
声 - 九重佑三子
コメットの母親で、かつてコメット同様に地球で暮らした経験がある。
演じた九重は、かつてテレビドラマ第1期で初代コメットを演じており、本作品ではナレーションも兼任している。

#### カスタネット星国
厳格で力強い国民性を持つ。星力は緑色。
メテオ
声 - 本多知恵子
カスタネット星国の王女。緑色の髪を大きな赤いリボンでポニーテールに縛っている。ツリ目。幼少期の因縁から、なにかとコメットをライバル視する。普段はワガママで横暴だが、素直で優しい一面も持つ。コメットと同じく「シュテルン」（Stern、ドイツ語で「星」）の掛け声で星力を使うことができる。地球では風岡家に住む。語尾に「○○ったら○○なのよ！」とつけるのが口癖。名前は欧州諸語の「隕石」から。
ムー＝ヴァイツェン＝クネーデル（ムーク）
声 - 永澤菜教
紫色のタマネギ鳥のような姿のメテオの侍従長。メテオのワガママに振り回される苦労性な性格。妻子持ちで、地球へは単身赴任中。なお、ヴァイツェンクネーデル（Weizenknodel）とはドイツ語で「小麦団子」。
カスタネット星国女王
声 - 深見梨加
メテオの母親。メテオをそのまま成長させたような美女だが娘以上に強引な性格で、メテオからも恐れられる。

#### タンバリン星国
歴史を重んじ、繊細で傷つきやすい国民性を持つ。星力は黄色。
ミラ
声 - 小林沙苗
黄色の髪を三つ編にした眼鏡の少女。その正体はタンバリン星国の調査員。王子探しもさることながら、地球での生活にあこがれ、年相応の学校に弟とともに編入する。しかしコメットらと異なり従者を持てる身分ではないために星力を充分に集めることができず、学校生活においても地球と星国の言葉や教育法の違いに戸惑って勉強についていけずに孤立し、さらに大変な大食いで食べるものにも困り、コメットを頼る。地球では「南」という名字を名乗っている。名前はくじら座の変光星「ミラ」から。
カロン
声 - 日下ちひろ
ミラの弟。同じくタンバリン星国の調査員。運動神経はいいが、陰気で一言多い性格。そのため学校ではいじめの標的になっていた。姉と同じような状況に陥り、星力で謎のライダーを出現させて助けを求め、メテオに引き取られて鍛えられる。名前は冥王星の衛星「カロン」から。
プラネット王子
声 - 石川静
タンバリン星国の王子。「瞳に輝きを持つ者」とされる。名前は欧州諸語で「惑星」。
ツキビト
声 - 天神有海
プラネット王子の従者。月の頭に王冠、つぶらな瞳。自ら光ることで星力を作り出せる。第34話より登場。
ヘンゲリーノ
声 - 佐藤晴男
タンバリン星国の侍従長。カメレオン人であり、姿はカメレオンに似るが二足歩行。目的のためなら手段を選ばぬ策士である。

#### ホシビト達
- 赤ヌイビト
声：滝ノ上晃子
- 青ヌイビト
声：天神有海
- 緑ヌイビト
声：大中寛子
3名ともヌイビトと呼ばれる星国の住人。服を縫うことができ、星力が込められた糸を使うことで、服を着た者は姿だけでなくその服の職業のスキルを真似ることもできる。そのため、ヌイビトは服を縫う前にその服と職業について綿密なリサーチを行う。纏う物であれば、ロボットのようなスーツも製作可能。

### 地球の人々

#### 藤吉家
コメットの地球での居候先。コメットが地球に来た当初、当てもなくさまよっていたところに救いの手を差し伸べる。
藤吉 景太朗（ふじよし けいたろう）
声 - 山野井仁
藤吉家の家長。海と自然を愛する二児の父。職業は建築家。ヨットを所有しており、佳佑からは「師匠」と呼ばれている。「藤吉家憲法」という家訓を提唱し、二人の子を育てていく。
藤吉 沙也加（ふじよし さやか）
声 - 冨永みーな
景太郎の妻。ツヨシとネネの母親。主婦業をしつつ雑貨店「ホンノキモチ屋」を経営している。
藤吉 剛（ふじよし つよし）
声 - 間宮くるみ
双子の兄。保育園児。はね毛の位置は右（むかって左）。保育園では女の子に人気。
藤吉 寧々（ふじよし ねね）
声 - 松岡由貴
双子の妹。保育園児。はね毛の位置は左（むかって右）。やや男勝りでおませな性格。

#### 風岡家
メテオの地球での里親。老夫婦二人暮らしで、かなりの資産家。そもそもはメテオが第2話で星力を使って、強引に二人の娘になりすましていた。二人は若いころ、ちょうどメテオと同じくらいの歳のメテオそっくりの娘・美沙子を失っており、メテオを「美沙子が名前を変えて帰ってきた」ものとして受け入れ、二度と失うまいと大切に育てている。つまり、メテオと風岡家との関係は、偶然ではなく星の子の導きによる必然のものである。第17話でメテオはこの事を知り、本当の娘のように愛してくれる風岡夫妻の気持ちに応える。これ以降、わがまま放題であったメテオは肩の力が抜け、少しだけ素直になる。
風岡 幸治郎（かざおか こうじろう）
声 - 品川徹
おっとりした老人。自家用車はロールス・ロイスで、自ら運転する。
風岡 留子（かざおか とめこ）
声 - 香椎くに子
幸治郎の妻。メテオの里親。上品な老婦人。
風岡 美沙子  (かざおか みさこ)
幸治郎と留子の一人娘で、故人。
髪と目の色以外はメテオと瓜二つの容姿を持つ少女で同じ年頃に亡くなっている。

#### 少年たち
三島 佳祐（みしま けいすけ）
声 - 浅野まゆみ
通称、ケースケ。地球人の少年。15歳。海が好きで、ライフセイバーをしている。過去に海難事故で父を亡くしている。無愛想で口が悪く、コメットには素直になれないところがあるが、ひそかな好意を抱いている。景太郎を「師匠」と呼ぶ。物語後半で、ライフガードの修行のために海外へ旅立つ。
今川 瞬（いまがわ しゅん）
声 - 下和田裕貴
ストリートミュージシャンからメジャーデビューした歌手の青年。愛称は「イマシュン」。メテオからは「瞬様」と呼ばれるほど好かれているが、本人はコメットのほうが気になる。

#### コメットの親戚
柊 美穂（ひいらぎ みほ）
声 - 大場久美子
コメットの叔母。もともとの名前はスピカで、ハモニカ星国の王女（現王妃の妹）だった。王妃やコメットと同様、過去に地球で暮らした経験があり、一度ハモニカ星国に戻るが、地球のことが忘れられずに再び地球を訪れ、柊修造と結婚し、現在は地球に住んでいる。後に修造との間に子供を授かる。コメットからは「おばさま」と呼ばれ、第19話で初登場して以降、コメットにアドバイスを送ったり、身近な相談相手としてたびたび登場する。名前はおとめ座のα星「スピカ」から。
演じた大場は、かつてテレビドラマ第2期で2代目コメットを演じている。
柊 修造（ひいらぎ しゅうぞう）
声 - 北川勝博
美穂の夫。たくましい中年男性。長野県の八ケ岳山麓でペンションを経営している。ペンションの建て替えの際に景太朗の世話になり、以降藤吉家とは家族ぐるみの付き合いをしている。
ラバピョン声 - あおきさやか
ウサギのような外見をした、美穂の元従者。現在はペンション近くの森で、妖精らと過ごしている。語尾に「ピョン」が付く。後にラバボーと恋愛関係になる。

#### その他の登場人物
羽仁 君也（はに きみや）
声 - あかり
あだ名は「パニッくん」。ツヨシとネネと同じ保育園に通う少年。メテオが地球での諜報活動を行うために星力で操って諜報部員「への6号」とした保育園児。神也の弟。音楽用語を多用する。
羽仁 神也（はに じんや）
声 - 津村まこと
君也の兄。書店で助けてもらったメテオに一目惚れし、メテオを追いかける少年。後にメテオに諜報部員「への5号」に任命される。
羽仁 萌子（はに もえこ）
声 - まべしょう子
神也と君也の母親。学校に行っていないコメットを訝しむ。
有希先生
声 - 小林沙苗
ツヨシとネネが通う保育園の先生（保育士）。園児らに負けない元気な輝きを持つ。初めて地球に来た時にコメットが蹴ったボールが顔に当たって以来、彼女を警戒している。
今日子先生
声 - あおきさやか
有希先生の元同僚で、第35話で寿退職する。
太一
声 - 小林沙苗
同保育園の園児の一人。おっとりした性格で、君也と仲が良い。
太一のママ
声 - 冨永みーな
いつも笑顔で、おっとりしているのは息子と同じである。
源ちゃん
声 - サエキトモ
ツヨシとネネと同じ幼稚園の園児。怪獣の粘土細工を作る。
森脇 みちる（もりわき みちる）
声 - 津村まこと
バトン部の一員。回転やキャッチが上手くできず、悩んでいるところをコメットに助けられる。
鹿島 洋（かしま ひろし）
声 - 堀江光
流木アーティスト。前島とは恋人関係。
前島 優衣（まえじま ゆい）
声 - 高橋美佳子（第8話）、斉藤恵理（第26話以降）
花村の元で修行中のファッションデザイナー見習い。ウェディングドレスのデザインで悩んでいたが、コメットさんによって大切なものという意味に気付く。
花村 志保（はなむら しほ）
声 - 松谷彼哉
前島が務めるデザイン事務所の所長。アイコ・キミハラとは学生時代の友人。
黒岩（くろいわ）
声 - 大黒和広
瞬のマネージャー。路上で歌う瞬を見て歌に惚れこみ、自分の首を賭けてスカウトする。
倉田 明日香（くらた あすか）
声 - 田中小百合
バトン部員。高井とは幼馴染で恋人。バトンで高井の試合を応援する。コメットのバトントワリングの技術に惚れこみ、応援の助っ人をお願いする。
高井 清（たかい きよし）
声 - くわはら利晃
野球部期待のスラッガーだが、プレッシャーに弱い。愛称は「きよっち」。
アイコ・キミハラ
声 - 紗ゆり
世界的なファッションデザイナー。今川瞬の母親でもある。

## 用語解説
トライアングル星雲
3つの星雲がちょうどトライアングル（三菱形）のように並んだ3つ子星雲。3つの星雲にはそれぞれ王国が存在し、現在はタンバリン星国（黄緑色）を勢力の頂点として、カスタネット星国（緑色）、ハモニカ星国（ピンク色）が追随する勢力図となっている。
次代の勢力図を占う政略として、タンバリン星国の王子をめぐり、カスタネット星国・ハモニカ星国のどちらの姫が妃となるかが、目下の政治課題となっている。第1話冒頭の「お披露目ダンスパーティ」は、これら王子・王女らの初顔合わせのために企画されたものである。
星の子
生まれたばかりの幼い星。透明な球体の中に、島が宙に浮いているような形で浮かんでおり、その中にもホシビトらが住んでいる。
生まれたばかりの星の子は、手のひらに乗るほど小さく、コメットはこの中を望遠鏡（拡大鏡）で観察する「星遊び」が大好きである。そんなコメットを星の子たちはとても慕っている。
トライアングル星雲の者にとって、星の子たちの輝きは生きる糧でもある。
「コメットさん☆を慕っている」ことから転じ、「コメットさん☆のファン」のことを「星の子」と呼ぶことが、キャンペーンや書籍などで見受けられる。
ホシビト
トライアングル星雲の星国、星の子に住む妖精のような存在。数多くのホシビトが存在し、その姿形は住む星国によっても異なっており、その性質・能力を表している。コメットの星力にも大きく関わるものもおり、たとえばヌイビトはコメットの変身魔法を担当している。
星力、恋力
コメットらが使う魔法力のこと。
「星力」は、星たちから得る力のこと。これを魔法力として使うことになる。地球の地上では星力は弱く集めにくいため、コメットの場合ラバボーの力を借りて雲の上まで上がり、そこでより多くの星力を集める様子が幾度となく描かれている。また第23話で見られたように、ヒゲノシタのような年配の者は、「星力不足」を招き体力を消耗してしまう。
「恋力」は、もう一つの魔法力で、誰かの恋愛感情が星力に作用して発生する力。星力不足の時にこれで補うこともできる。コメットの場合、ラバボーの恋愛感情が恋力となってコメットに影響を及ぼし、コスチューム・バトン・ペンダントまで形状を変化させた。また当然コメット自身のときめきが恋力となることもある。
単純に魔法力としてみた場合は、恋力をともなったほうが強力ではあるが、発動は偶然が作用し暴走することもあり、星力と併用して使われた。

## 星力と変身・アイテム
コメットらトライアングル星雲の住人は、「星力」と呼ばれる一種の魔法を使用するが、これは当人が持つ力だけでなく、星の子らにお願いして分けてもらう力でもある。これの使用について、コメットを例に使用プロセスを紹介する。また、コメットらが使うアイテムも本節で合わせて紹介する。

### 通常の使用
1. トゥインクルバトンを出現させる。
2. 必要があれば天空にバトンを掲げ、星力をここに溜める。この際、星たちに対し力を借りるお願いの呪文を唱える。
  - 呪文：「星の子たち、私に星の力をください。皆が持っている力を、一つの輝きにして…。」

メテオは、「星の子たち、力を貸しなさいったら貸しなさい！」と唱える。
1. これでバトンを振れば、他のアイテムの出現など簡単な星力を行使できる。星力が無くなると力は使えなくなる。

### 変身による使用
- ミニドレス姿（星力ver.）での使用
  1. トゥインクスターに左手をかざす。この時、中指に指輪も出現する。
  2. さらにバトリングアクションを行い、星国での姿であるミニドレス姿（星力ver.）に変身する。これにより星力を最大限に使用できる。
  3. 指輪をバトンに当て、呪文を唱えると星力を行使できる。
    - 呪文：「幾千億の星の子たち。きら星の輝きを、そして幾多の力を、私の星力に変えて…。エトワール！」

メテオは、呪文の最後が「シュテルン」となる他は、ほぼ同じプロセス。ヒゲノシタもほぼ同じプロセスで、チワワの姿から元の姿になった描写がある。
- ラブリンドレス姿（恋力ver.）での使用
  1. ラバボーが恋力が影響した状態でペンダントに入ると、その形が星型からハート形に変化する。
  2. ペンダント上部のスイッチに両手親指で押し、ラブリンドレス姿に変身する。（第21話では、本人の意思とは関係なく変身した）
  3. バトンの上方ハート部に軽くキスし、呪文を唱え星力を行使する。星力はより強力な恋力となって効果を発揮する。
    - 呪文：「幾千億の星の子たち。きら星の輝きを、そして幾多の力を、ラバボーの恋力を、私の星力に変えて…。エトワール！」

メテオも、第36話から38話にかけて、ラブリンドレス姿（恋力ver.）となっているが、従者の状況が異なる（既婚者・単身赴任中）ため、最初はラバボーを自分のペンダントに入れ、後に自分自身のイマシュンに対する恋力にて変身した。ただしコメットのように呪文を唱えての恋力の行使を行ってはおらず、イマシュンに作ってもらった歌を歌うことで、遭難したコメットに恋力を分け与えた（第38話）。

### アイテム
資料によって「ティンクル」/「トゥインクル」といった表記のぶれがあるが、本節では「トゥインクル」に統一する。
トゥインクルスター
地球に行く際にヒゲノシタから託されたペンダント。ラバボーの住処でもある。ラバボーが入ることで、輝きセンサーとしての機能も発揮する。
またラバボーの恋力が影響した場合、「ラブリンペンダント」に変化する。
トゥインクルバトン
星力を溜め、力を使うためのバトン。競技用のバトンに形状は似ているが、星の意匠が各部に施されている。
またラバボーの恋力が影響した場合、「ラブリンバトン」に変化する。全体としてはバトンからステッキに変わり、上部はハート形となる。
メモリーボール
王妃がコメットに託したアイテム。ハンドボール程度の透明な球の周りに土星のような輪があり、球の中には星が入っている。コメットの地球での行動はすべてここに記録されている。またこれを通じて王国ではコメットの姿を見ることができる。
この中にタンバリン星国の王子が第1話で落とした「メモリーストーン」を保存している。
トゥインクルホン
コメットが地球の携帯電話を真似て、桜の花びらを素材にして星力で作った携帯電話。通常の電話機としても使えるが、星国との通話もできる。星の形をした中折れ式の電話機で、電話番号入力はボタン式ではなくダイヤル式。ディスプレイには通話相手を映すことができる。
以下は大物のアイテム。
星のトレイン
ハモニカ星国と地球を行き来することのできる、蒸気機関車のような乗り物。第1話でコメットがこれに乗って地球へやってきた。以降、ハモニカ星国の者がこれを使って地球に度々やってきている。
カスタネット星国は帆船、タンバリン星国は飛行船・気球で地球にやってきている様子が作中で描写されている。
星のトンネル
星力で作る空間移動装置。星力でマークしたチェックポイントのある行き先まで七色のチューブ状のもので繋げ、一気に移動することができる。作中では頻繁にこれを使って移動している。入口の形は全体は長方形、中央に縦長・楕円形の姿見を配した「ついたて」に似る。恋力で出した星のトンネルは、相手に早く会いたいという気持ちを反映して一瞬で目的地に行ける。
厳密にいえば星力の使用法のひとつであり、常時存在するアイテムではないが、便宜上本項で解説する。

## スタッフ
- 企画 - 藤原正道、本橋寿一
- 原案 - 国際放映
- 監督 - 神戸守
- シリーズ構成・脚本 - おけやあきら
- キャラクターデザイン - まきだかずあき
- 美術監督 - 坂本信人
- 色彩設計 - 大野嘉代子
- 撮影監督 - 荒川浩介
- 編集 - 浜宇津妙子、名取信一、中野一穂
- 音響監督 - 清水勝則
- 音楽 - MOKA（小西香葉、近藤由紀夫）
- 音楽協力 - テレビ東京ミュージック
- 協力 - 日本スポーツバトン協会、自由が丘バトンクラブ
- ビデオ編集 - 東京現像所
- プロデューサー - 金岡英司、高城一典、斎春雄
- アニメーションプロデューサー - 釜秀樹、神戸明、田中敦、田中伸明、荻野宏
- アニメーション制作 - 日本アニメーション、シナジージャパン（アニメーション協力）
- 制作 - テレビ大阪、読売広告社、東宝、日本アニメディア

## 主題歌
オープニングテーマ
「君にスマイル」（第1話 - 第27話）
作詞 - 松木悠／作曲 - のぐちますみ／編曲 - 渡部チェル／歌 - 新堀奈夕
「ミラクルパワー 〜スターダスト・バージョン〜」（第28話 - 第43話）
作詞 - 松木悠／作曲 - 白川明／編曲 - 渡部チェル／歌 - 中山静香
第3話までのオープニングと第4話以降のオープニングでは、リングの数や速さに若干の変更がある。
エンディングテーマ
「トゥインクル☆スター」（第1話 - 第27話）
作詞 - うらん／作曲・編曲 - 大久保薫／歌 - 千葉紗子
「星のパレード☆」（第28話 - 第43話）
作詞 - うらん／作曲 - 白川明／編曲 - 渡部チェル／歌 - 田中小百合
本放送のエンディング内では、視聴者から募集した写真などが紹介されていたが、DVD-BOXには未収録。

## 各話リスト
| 話数 | サブタイトル               | 絵コンテ   | 演出       | 作画監督                   | 放送日        |
| ---- | -------------------------- | ---------- | ---------- | -------------------------- | ------------- |
| 1    | 星の輝きを持つ者           | 神戸守     | 神戸守     | 小丸敏之                   | 2001年 4月1日 |
| 2    | 新しい家                   | 川崎逸朗   | 佐土原武之 | 丹羽恭利                   | 4月8日        |
| 3    | 星のトンネル               | 福島一三   | 西田健一   | 中島美子                   | 4月15日       |
| 4    | わくわく動物園             | 佐藤卓哉   | 中村憲由   | 長森佳容                   | 4月22日       |
| 5    | ゆっくり王国づくり         | 森本正木   | 高島大輔   | 工藤柾輝                   | 4月29日       |
| 6    | お店に置くもの             | 佐土原武之 | 佐土原武之 | 小丸敏之                   | 5月6日        |
| 7    | キラキラにすむ妖精         | 西田健一   | 西田健一   | 中島美子                   | 5月13日       |
| 8    | 素敵なドレスづくり         | 川崎逸朗   | 福島利規   | 丹羽恭利                   | 5月20日       |
| 9    | 雲のゆりかご               | 佐藤卓哉   | 中村憲由   | 長森佳容                   | 5月27日       |
| 10   | はじめての好き             | 青山弘     | 高島大輔   | 工藤柾輝                   | 6月3日        |
| 11   | バトンの力                 | 福島利規   | 佐土原武之 | 小丸敏之                   | 6月10日       |
| 12   | ラバボーゆうかい事件       | 西田健一   | 西田健一   | 中島美子 宍戸久美子        | 6月17日       |
| 13   | ヌイビトたちの夜           | 寺東克己   | 中村憲由   | 長森佳容 槇田一章          | 6月24日       |
| 14   | 星国の七夕伝説             | 大田垣洋   | 福島利規   | 丹羽恭利                   | 7月1日        |
| 15   | カゲビトの挑戦             | 森本正木   | 高島大輔   | 工藤柾輝                   | 7月8日        |
| 16   | 竜宮城を探そう             | 佐土原武之 | 佐土原武之 | 小丸敏之                   | 7月15日       |
| 17   | メテオさんの涙             | 福島一三   | 西田健一   | 中島美子 宍戸久美子        | 7月22日       |
| 18   | 戦うロボ                   | 小高義規   | 福島利規   | 丹羽恭利                   | 7月29日       |
| 19   | もう一人のコメット         | 中村憲由   | 中村憲由   | 長森佳容                   | 8月5日        |
| 20   | ラバピョンのキス           | 森本正木   | 高島大輔   | 工藤柾輝                   | 8月12日       |
| 21   | ミラクル恋力               | 佐藤卓哉   | 佐土原武之 | 小丸敏之                   | 8月19日       |
| 22   | ゼツボーのラバボー         | 西田健一   | 西田健一   | 中島美子 宍戸久美子        | 8月26日       |
| 23   | ヒゲノシタの輝き           | 福島利規   | 福島利規   | 丹羽恭利                   | 9月2日        |
| 24   | タンバリン星国の姉弟       | 中村憲由   | 中村憲由   | 長森佳容 槇田一章          | 9月9日        |
| 25   | 学校の輝き                 | 森本正木   | 高島大輔   | 工藤柾輝                   | 9月16日       |
| 26   | 星力をください             | 佐土原武之 | 佐土原武之 | 小丸敏之                   | 9月23日       |
| 27   | ケースケの夢の実           | 西田健一   | 西田健一   | 中島美子 宍戸久美子        | 9月30日       |
| 28   | お手伝いできること         | 福島利規   | 福島利規   | 丹羽恭利                   | 10月7日       |
| 29   | カスタネット星国の嵐       | 中村憲由   | 中村憲由   | 長森佳容 まきだかずあき    | 10月14日      |
| 30   | 星力で粘土あそび           | 森本正木   | 高島大輔   | 工藤柾輝                   | 10月21日      |
| 31   | マネビトさんがいっぱい     | 小高義規   | 佐土原武之 | 小丸敏之                   | 10月28日      |
| 32   | ノコシタオバケがやってくる | 西田健一   | 西田健一   | 中島美子                   | 11月4日       |
| 33   | 時には王女のように         | 福島利規   | 福島利規   | 丹羽恭利                   | 11月11日      |
| 34   | 星の絆                     | 中村憲由   | 中村憲由   | 長森佳容                   | 11月18日      |
| 35   | 雪のダンス                 | 森本正木   | 高島大輔   | 工藤柾輝                   | 11月25日      |
| 36   | みんなの王子様             | 佐土原武之 | 佐土原武之 | 小丸敏之                   | 12月2日       |
| 37   | いたずらキューピト         | 西田健一   | 西田健一   | 中島美子                   | 12月9日       |
| 38   | キモチの遭難               | 福島利規   | 福島利規   | 丹羽恭利                   | 12月16日      |
| 39   | サンタビトになりたい       | 中村憲由   | 中村憲由   | 槇田一章 島崎知美 小林一三 | 12月23日      |
| 40   | 輝きをなくしたケースケ     | 森本正木   | 高島大輔   | 工藤柾輝                   | 2002年 1月6日 |
| 41   | タンバリン星国の誰かさん   | 西田健一   | 西田健一   | 中島美子                   | 1月13日       |
| 42   | さよならの仕方             | 佐土原武之 | 佐土原武之 | 小丸敏之                   | 1月20日       |
| 43   | 瞳に映る輝き               | 神戸守     | 神戸守     | まきだかずあき             | 1月27日       |

## 放送局

### 日本国内
奈良テレビ、アニメシアターX以外の出典は2001年7月中旬 - 8月上旬時点のものとする。
- テレビ東京系列（日曜 9:30 - ）
  - テレビ大阪（制作局）
  - テレビ北海道
  - テレビ東京
  - テレビ愛知
  - テレビせとうち
  - TVQ九州放送
- 石川テレビ（フジテレビ系列、日曜 6:30 - 7:00）
- 奈良テレビ（独立UHF局、日曜 18:30 - 19:00）
- 三重テレビ（独立局、水曜 6:00 - 6:30）
- びわ湖放送（独立UHF局、金曜 7:30 - 8:00）
- 南海放送（日本テレビ系列、金曜 16:55 - 17:24、35話で打ち切り）
- アニメシアターX（月曜 17:00 - 18:00ほか、週2話放送、2001年）

### 日本国外
韓国
별나라 요정 코미 （星国妖精コミ、ピョルナラ ヨチョン コミ）
2002年、KBS韓国放送公社第2にて毎週日曜7:50 - 8:40に放送。ストリーミング放送も行っていたので、日本でも視聴することができた。オープニングとエンディングは韓国で独自に作られたものが使われ、作品内でも一部変更された箇所がある（例：和服がチマチョゴリに変更）。「星の妖精コミ」または「星の国ニンフカミ」と訳す場合もあり。韓国では後にWINDOWSでゲーム化されている。
台湾
彗星公主 （公主＝姫）
初の放送は2002年1月、『カネ』（CARTOON NETWORK）で、その後再放送もあり。内容は変更なし、ただし、オープニングとエンディングはシリーズを通じて初代のものを放送。放送は中国語の吹き替えのみで字幕付き、台湾のベテラン声優が多数起用された。
現在はANIMAXが放送権を持っており、内容をそのままにし、2代目オープニングと2代目エンディングも放送される。
香港
音樂小彗星
初の放送は2003年1月、無綫電視翡翠台で、その後再放送もあり。放送は広東語の吹き替えのみで字幕付き。

## CD
8cm シングル
発売元：NECインターチャネル、販売元：キングレコード
2001年4月25日発売、NEDA-10017、初回特典：ジャケットサイズぬりえ（キャンペーン応募券兼）・シール添付
- 君にスマイル（前期OP） - 作詞：松本悠 / 作曲：のぐちますみ / 編曲：渡部チェル / 歌：新堀奈夕
- ミルキーウェイ（C/W） - 作詞：うらん / 作曲・編曲：大久保薫 / 歌：新堀奈夕

2001年4月25日発売、NEDA-10018、初回特典：ジャケットサイズぬりえ（キャンペーン応募券兼）・エンディング振付添付
- トゥインクル☆スター（前期ED） - 作詞：うらん / 作曲・編曲：大久保薫 / 歌：千葉紗子
- ミラクルパワー（C/W） - 作詞：松本悠 / 作曲：白川明 / 編曲：渡部チェル / 歌：千葉紗子

12cm シングル
発売元：NECインターチャネル、販売元：キングレコード
2001年10月30日発売、NECM-12017、中山静香 両面フォトグラフ添付
- ミラクルパワー〜スターダスト☆バージョン〜 （後期OP） - 作詞：松本悠 / 作曲：白川明 / 編曲：渡部チェル / 歌：中山静香
- 星に願いを（C/W） - 作詞：うらん / 作曲：大久保薫 / 編曲：太田美知彦 / 歌：中山静香

2001年10月30日発売、NECM-12018、田中小百合 両面フォトグラフ添付
- 星のパレード☆（後期ED） - 作詞：うらん / 作曲：白川明 / 編曲：渡部チェル / 歌：田中小百合
- コメット☆ソング（C/W） - 作詞・作曲・編曲：小西春菜 & 近藤由紀夫 / 歌：田中小百合 / コーラス：有楽町コメットさん☆コーラス隊 青年部・牧の原千壇キッズ

アルバム
発売元：NECインターチャネル、販売元：キングレコード
- コメットさん☆BGM集1 （2001年6月27日発売　NECA-30038）
添付：ジャケットサイズシール、キャンペーン応募券兼告知投げ込みチラシ
- コメットさん☆キャラクターソングコレクション「笑顔の日曜日」（2001年7月25日発売　NECA-30043）
添付：キャンペーン応募券兼CD宣伝投げ込みチラシ、新堀奈夕&千葉紗子 両面フォトカード
- コメットさん☆キャラクターソングコレクションII「コメット☆ソングス」（2001年11月29日発売　NECA-30053）
添付：特製ポストカード応募券兼告知投げ込みチラシ、ジャケット絵のクリスマスカード（サンタガールのコメット。39話のサンタの格好とは異なる）
- コメットさん☆BGM集2 （2001年12月29日発売　NECA-30054）
添付：特製ポストカード応募券兼DVD発売告知投げ込みチラシ、ジャケット絵のフォトカード（ラブリンドレスのコメット）
- コメットさん☆ベストソングコレクション「また逢う日まで」（2002年1月26日発売　NECA-30057）
添付：特製ポストカード応募券兼DVD発売告知投げ込みチラシ、中山静香&田中小百合 両面フォトカード

特製ポストカード（非売品）について
ポストカード4枚組。キャラクターソングコレクションIIからの、アルバム3作に添付の応募券を送ると、抽選で500名に当たるというものだった。
BGM集1、『笑顔の日曜日』、BGM集2、『また逢う日まで』の、ジャケット絵が使用されている。

## ビデオ
- コメットさん☆VOL.1 - VOL.11（発売元：NECインターチャネル・販売元：東宝）
2001年8月3日に第1巻がレンタル開始、以降順次レンタルされた。
（TAS5415R - 5125R ＊VHS。ただしこれはレンタル品の品番。中古流通品）

## DVD
- コメットさん☆DVD BOX1 - BOX2（発売元：NECインターチャネル・販売元：東宝）
（BOX1：TDV2642D 2002年2月21日発売 / BOX2：TDV2643D 2002年4月25日発売）
映像特典として、ノンテロップOP、EDの他、コメット・メテオのミュージッククリップ、出演者インタビュー、書き下ろし画像ギャラリーを収録。
1、2共に解説書と、コメット（BOX1）、メテオ（BOX2）のストラップが添付されている。
映像特典 ミュージッククリップの概要
DVD-BOX1 Disc5に収録。コメットを中心とした作品。本編映像＋本編後のゲストキャラ達のその後＋海水浴での藤吉家の人々、ケースケとのひとコマ。
  - 「きらめくバトンガール」 - 作詞：松本悠 / 作曲・編曲：渡部チェル / 歌：千葉紗子
キャラクターソングコレクション「笑顔の日曜日」、ベストソングコレクション「また逢う日まで」に収録。

DVD-BOX2 Disc10に収録。メテオを中心とした作品。幼少のメテオ＋本編映像（主に46話のメテオ作ビデオクリップ）＋ラブリンドレスへの変身シーン（DVDにて初公開）。
  - 「My Muse」 - 作詞：山田ひろし / 作曲・編曲：太田美知彦 / 歌：メテオ（本多知恵子）[注 7]
キャラクターソングコレクションII「コメット☆ソングス」に収録[注 8]。

## Blu-ray
- Cosmic Baton Girl コメットさん☆ 全話まるごと収録Blu-ray （発売・販売元：東宝）	
（TASB01726 2021年12月22日発売）
2枚組で発売。Disc1は第1話 - 第23話、Disc2は第24話 - 第43話とDVD BOX1・2の映像特典を収録。
前田亜季・神戸守・釜秀樹によるオーディオコメンタリーと静止画による画像ギャラリーを新規収録。

## ファンブック
- 『コメットさん☆ スター・ダイアリー』（旭屋出版アニメ・フィルムブックス） 2002年8月7日、ISBN 4-7511-0333-4
3つのテーマ別ベストストーリーを紹介。設定の他、舞台となった鎌倉周辺イラストマップ（折り込みポスター裏面）、アイテムリスト、スタッフインタビューなどを収録。一般ファミリー向けの内容。
- 『コメットさん☆ メモワール・ド・エトワール』 2003年7月23日、ISBN 4-8443-5698-4
発行：エムディエヌコーポレーション、発売：インプレスコミュニケーションズ
ストーリーダイジェストや初期設定画・背景画、設定資料、スタッフインタビュー・作画監督イラストコラムなどを収録した、豪華装丁版ファンブック。

## インターネットラジオ
「星の子ネットラジオ」というタイトルの、ファン独自の企画立案によるインターネット放送。制作スタッフ公認。音楽著作権などをすべてクリアした上で大々的に放送が行われた。著作権者やJASRAC公認の個人運営によるインターネットラジオストリーミング放送は、日本でも初のケースであったという。